# Marcel Cachin
Marcel Cachin (Plourivo, cerca de Paimpol, 20 de septiembre de 1869-Choisy-le-Roi, 12 de febrero de 1958) fue un político francés.

## Vida profesional
Hijo de Marcel, gendarme, y de Marie-Louise Le Gallou, hiladora de lino. Tras estudiar en los liceos de Saint-Brieuc en Saint-Charles y en Rennes, sigue los cursos de la facultad de letras de Burdeos, licenciándose en 1893. Profesor de filosofía en Burdeos durante quince años, Marcel Cachin estaba muy ligado al bretón, "lengua del campesinado y del proletariado bretón".

## Vida política
Desde 1891, se adhiere al Partido Obrero Francés de Jules Guesde. Participa en los congresos socialistas de Ámsterdam (1904) y de París (1905), en el que se pronuncia a favor de la creación de la Sección Francesa de la Internacional Obrera a la que se une.
Elegido diputado de 1914 a 1932, se une a la política de unión nacional durante la Primera Guerra Mundial, apoyando por tanto la guerra. Es enviado en misión a Rusia en 1917.
En 1920, en ocasión del congreso de Tours, es uno de los fundadores del Partido Comunista Francés, formando parte de la mayoría que aprueba la revolución rusa y el bolchevismo. Se adhiere entonces a la Tercera Internacional. En 1923, es encarcelado por sus tomas de posición contra la ocupación del Ruhr y la presencia francesa en Marruecos. En 1936 es uno de los pilares del Frente Popular. Negándose a desaprobar el Pacto Ribbentrop-Mólotov es despojado de sus funciones políticas en 1940 y lleva una vida clandestina en su pueblo natal y más tarde en la región de París durante la Segunda Guerra Mundial. Tras la Liberación, retoma sus actividades hasta su muerte en 1958.
Director del periódico L'Humanité (1918-1958), fue miembro del buró político del Partido Comunista Francés (1923-1958) y senador (1935) para más tarde ser diputado por la región del Sena (1946). Tras la guerra es diputado deán de la Asamblea Nacional de Francia hasta su muerte.
A los 68 años, es el primer extranjero en recibir la Orden de Lenin.
Fue enterrado en el Cementerio del Père-Lachaise, en París.
Su hija Marcelle Cachin (1911-1998) se casó con Paul Hertzog, cirujano. Ella misma doctora, fue miembro del partido comunista y diputada. Su nieta Françoise Cachin era historiadora del arte.

## Elecciones presidenciales
- 1931, candidato por el PCF, obteniendo 10 votos de 901 en la primera vuelta (es decir un 1,1 % de los sufragios), y 11 votos de 893 en la segunda vuelta (un 1,23 % de los sufragios).
- 1932, candidato por el PCF, obtiene 8 votos de 826 (un 0,96 % de los sufragios).
- 1939, candidato por el PCF, obtiene 74 votos de 916 (un 8,07 % de los sufragios).
- Elección presidencial de Francia (1953), candidato por el PCF, obtiene 113 votos de 928 (un 12,18 % de los sufragios).

## Fuente
- Avril, Jean-Loup; Mohrt, Michel (2003). Mille Bretons, dictionnaire biographique (en francés). Saint-Jacques-de-la-Lande: Les Portes du large. ISBN 2914612109.